# Кызылшкол
Кызылшкол (каз. Қызылмектеп) — село в Кербулакском районе Жетысуской области Казахстана. Входит в состав Алтынемельского сельского округа. Код КАТО — 194633400.

## Население
В 1999 году население села составляло 394 человека (204 мужчины и 190 женщин). По данным переписи 2009 года, в селе проживали 353 человека (183 мужчины и 170 женщин).